# المجلس الأوروبي للعلاقات الخارجية
المجلس الأوروبي للعلاقات الخارجية (بالإنجليزية: European Council on Foreign Relations)‏ هو مؤسسة فكرية تأسست في أكتوبر 2007 لعموم أوروبا ولها مكاتب في سبع عواصم أوروبية في برلين ولندن ومدريد وباريس وروما ووارسو وصوفيا. يُعنى بالأبحاث حول السياسة الخارجية والأمنية الأوروبية ويوفر مساحة اجتماعات لصناع القرار والنشطاء والمؤثرين لتبادل الأفكار.